# James Johnston (musicien)
Pour les articles homonymes, voir James Johnston (homonymie) et Johnston.
James Johnston, de son vrai nom James Roberto Johnston, né le 25 avril 1980 à Kilmarnock en Écosse, est un bassiste et chanteur connu pour son travail au sein de Biffy Clyro.

## Biographie
Il naît et grandit à Kilmarnock avec son frère jumeau Ben, batteur de Biffy Clyro, et son jeune frère Adam Johnston, désormais technicien batterie de Biffy Clyro. Le premier concert auquel il participe est celui de Rancid au Glasgow Barrowlands en 1995, alors qu'il a quinze ans. Jouant déjà de la basse avec son ami d'école, Simon Neil et son frère Ben dans un groupe appelé Screwfish en 1995, le trio s'installe à Glasgow, et est vite découvert par Dee Bahl, qui les fait signer chez Beggars Banquet Records en 2001. Il joue à la basse lorsque sur scène au sein du groupe Marmaduke Duke, et a été musicien de session pour les albums Abattoir Blues/The Lyre of Orpheus, The Abattoir Blues Tour, et Dig, Lazarus, Dig!!! de Nick Cave and the Bad Seeds.

## Vie privée
James Johnston est friand de vélo, et peut souvent être trouvé à vélo dans les collines du comté d'Ayrshire. Il réside actuellement avec sa petite amie à Kilmarnock, en Écosse.

## Matériel

### Basses
- Fender Jazz Bass[3]
- Fender Precision Bass[4]
- Ernie Ball MusicMan Stingray[3]
- Rickenbacker 4003
- Squier Jazz Bass

### Pédales
- Tech21 SansAmp Bass Driver DI Preamp[3]
- BOSS LS-2 Line Selector[3]
- BOSS ODB-3 Overdrive[3]
- BOSS TU-2 Chromatic Tuner[3]

### Amplis
- Ashdown ABM 900 Head[3]
- Ashdown Classic Cabinets[3]